# Marianówka (rejon kowelski)
Marianówka (ukr. Мар'янівка) – wieś na Ukrainie w rejonie kowelskim obwodu wołyńskiego.